# Col d'Ayens
Le col d'Ayens est un col routier des Pyrénées, situé en Couserans dans le département de l'Ariège. Son altitude est de 958 mètres.

## Géographie

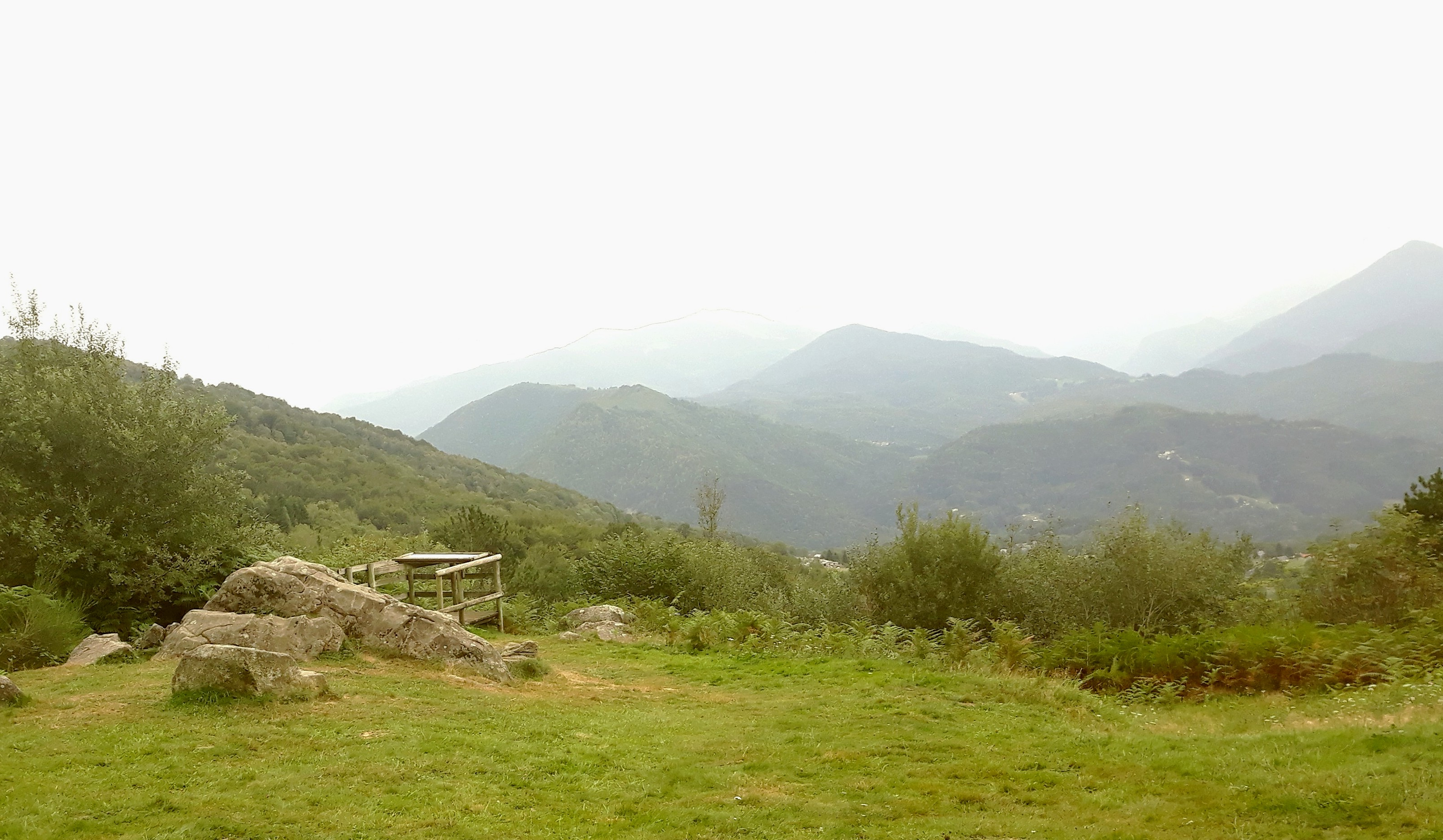
Table d'orientation et blocs de granite au col d'Ayens.

Le col se situe dans le massif de l'Arize dans un environnement forestier en limite du territoire des communes d'Erp et de Soulan et caractérisé par la présence de boules granitiques éparses. L'accès routier est plus aisé par Soulan depuis la RD 618 en franchissant l'Arac au pont de Pontaud (puis RD 217, Villeneuve, Saint-Pierre-de-Soulan, route à gauche dès l'arrivée à Boussan).

## Activités

### Randonnée
Belvédère sur la chaîne pyrénéenne, le col est équipé d'une aire de pique-nique dans une pinède ombragée, d'une table d'orientation, ainsi que d'un arboretum de feuillus d'essences locales. C'est un objectif de randonnée avec notamment une boucle passant par le tuc de la Courate (1 415 m), réalisable en raquettes selon la neige.

### Cyclisme
Un circuit d'entraînement de VTT a été créé en 2007, entretenu par le club local.